# Hurdal
Hurdal là một đô thị ở hạt Akershus, Na Uy.
Hurdal đã được lập thành một đô thị ngày 1/1/1838 (xem formannskapsdistrikt). Feiring đã được tách khỏi Hurdal ngày 1/1/1870.
Đô thị này cách thủ đô Oslo 70 km về phía bắc, dọc theo hồ "Hurdalsjøen". Về phía bắc 2 km là một khu trượt tuyết.

## Nhân vật
- Robert Sørlie.
- Tore Ruud Hofstad.
- Henning Stensrud.